# Gar Heard
Garfield « Gar » Heard, né le 3 mai 1948, à Hogansville, en Géorgie, est un joueur et entraîneur américain de basket-ball. Il évolue durant sa carrière au poste d'ailier fort.

## Biographie
Lors de la cinquième manche des Finales NBA 1976, disputée en triple prolongation au Boston Garden le 4 juin 1976, une des rencontres légendaires de la NBA,  remportée 128 à 126 par les Celtics malgré 25 points de Ricky Sobers et de multiples exploits de Paul Westphal, le tir à la dernière seconde de Gar Heard pour égaliser à 112 partout et accrocher la troisième prolongation est connu sous le nom de Shot Heard Round’ the World (« le tir entendu dans le monde entier », avec un jeu de mots sur Heard) 